# Mattheus Dijkwel
Mattheus (Theo Thijs) Dijkwel (Dordrecht, 15 juli 1881 - Den Haag, 31 januari 1952) was een Nederlands kunstschilder, tekenaar en lithograaf.

## Loopbaan
Dijkwel woonde en werkte in Dordrecht, Rotterdam (1896-1898), Brussel (1908-1919), Londen (1913-1914) en Den Haag. 
Hij leerde van Herman Richir en Jean Delville. In Londen kreeg hij les van Hughes en te Dordrecht van Sparnaay. 
Zijn werken omvatten vooral stillevens, bloemen, vruchten en dierfiguren (litho's), en portretten. Hij was lid van "Pictura" te Dordrecht.